# Chafariz de Alonso Gomes
O Chafariz de Alonso Gomes, igualmente conhecido como Fontanário de Alonso Gomes, é uma estrutura histórica na vila de Messejana, no Município de Aljustrel, na região do Alentejo, em Portugal.

## Descrição e história
O monumento consiste num chafariz de espaldar, que apresenta uma diversidade de estilos, sendo o dominante o neoclássico. A estrutura organiza-se numa planta de forma de H, sendo o elemento central um paredão de três panos separados por pilastras, rematado por um frontão de forma triangular. O pano central é saliente e tem um nicho em arco abatido, onde se encontra o tanque e duas bicas. No centro do pano encontra-se uma placa com a inscrição Alonso Gomes / Messejana / 17-7-1880. Nos dois panos laterais encontram-se bancos em cantaria, e no lado esquerdo existe um outro tanque, que era originalmente destinado aos animais.
De acordo com a placa, o fontanário foi inaugurado em 17 de Julho de 1880. É dedicado a Alonso Gomes, um abastado empresário e político oitocentista, que foi responsável por um grande número de obras públicas na região do Alentejo. Este não é o único chafariz que foi construído em sua homenagem, existindo igualmente uma Fonte Alonso Gomes na povoação de Cabeça Gorda, no concelho de Beja.